# 信空 (真言律宗)
信空（しんくう、寛喜3年（1231年）- 正和5年1月26日（1316年2月20日））は、鎌倉時代後期の真言律宗の僧侶。字は慈道。諡号は慈真和尚（じしんわじょう）。宗祖である興正菩薩叡尊の高弟で、真言律宗総本山西大寺の第2世長老。後宇多上皇およびその寵姫である談天門院（五辻忠子）の崇敬を受け、両人の実子である後醍醐天皇から諡号を追贈された。弟子に後醍醐天皇護持僧の文観房弘真。

## 略歴
大和国の人。12歳の時、自宅に招かれた叡尊の講話を聴いてその門人となり、西大寺で出家する。師の般若寺再興を助け、その住持の代行となる。後に師の大御輪寺再興に従って上首を務めた。正応3年（1290年）、死の床にあった師の叡尊の遺言によって西大寺の寺主を継承した。後宇多天皇・談天門院（五辻忠子）に具足戒を授けた他、徳治元年（1306年）に讃岐国鷲峰山において、梵網布薩を行うなど各地で布教を行う。また兄弟子である極楽寺の忍性とともに各地の国分寺を再興して西大寺・極楽寺の末寺とした。
入滅後、嘉暦4年（1329年）2月25日に後宇多天皇と談天門院の子である後醍醐天皇によって「慈真和尚」の諡号が贈られた（『僧官補任』）。後醍醐は勅において信空を「戒行清峻、道徳高邁」と称賛している（『律苑僧宝伝』巻第13）。諡号が贈られた背景には、信空の高弟で後醍醐天皇の護持僧を務めていた文観房弘真の推挙があったと見られ、「勅諡慈真和尚宣下記」によれば約1か月後の3月26日には、文観自身が直接この知らせを持って京都から奈良の西大寺まで赴いたという。